# Басманова, Наталия Георгиевна
Ната́лия Гео́ргиевна Басма́нова (в девичестве Ла́нг), (27 января 1906 — 11 марта 2000) — советская художница-иллюстратор, станковый и книжный график. Член союза художников СССР.

## Биография
Родилась 27 января 1906 года в Петербурге, в семье петербургских немцев.
Отец художницы —- терапевт, академик АМН СССР Георгий Фёдорович Ланг (1875—1948). 

Мать — педагог, преподавала французский и немецкий языки.
Начала рисовать ещё в дошкольном возрасте карандашами и акварелью.
С 1922 года училась на графическом факультете в Ленинградском художественно-промышленном техникуме, у Н. И. Дормидонтова и Владимира Николаевича Левитского.
Окончила техникум в 1927 году по специальности художник-график.
В 1927 г. вышла замуж за П. И. Басманова (03.01.1906—1993), русского художника-графика.
В 1927 — 29 гг. училась в Академии художеств, на графическом факультете, ушла со второго курса.
С 1930 г. знакомится с художником В. В. Стерлиговым, ставшим учителем Н. Г. и П. И. Басмановых.
Член Ленинградского Союза советских художников с 1932 года.
Работала в издательстве Учпедгизе, иллюстрируя учебники и буквари для народов севера, Сибири и Дальнего востока. Работа в издательствах шла принятым тогда «бригадным методом», и многие годы Н. Г. Басманова проработала с художницей Е. К. Эвенбах. Работа художников была ограничена штриховой графикой, в цвете (в книжной иллюстрации) до 1960 г. художница не работала.
С начала Великой Отечественной войны и до 1942 г. оставалась в блокадном Ленинграде. В сентябре 1942 г. уехала в эвакуацию в Алтайский край, вместе с матерью, С. Л. Ланг — Эйндховен и с маленькой дочерью Марианной. Вернулась в феврале 1945 г.
После войны продолжила работу в Учпедгизе. В 1954 г. — 1975 гг. работает в детской книжной графике.
В 1962 году в творчестве Басмановой происходит перелом, через сближение с идеями художника В. В. Стерлигова, она входит в живописно-пластическую традицию русского авангардного искусства. Изменение в творческом пути художницы было связано с тем, что с начала 1962 г. В. В. Стерлигов начал развивать теорию К. С. Малевича о новых прибавочных элементах в изобразительном искусстве и открыл прибавочный элемент искусства этого времени: «прямо-кривую». В это открытие он посвящает первыми своих друзей, П. И., Н. Г., и М. П. Басмановых. Н. Г. и М. П. Басманова начинают работать в новой пластической форме. Идея криволинейного, сферического пластического пространства и особая теория цвета, несущего в себе свет («светоносность цвета — цветоносность света». по образному выражению В. В. Стерлигова) полностью меняют творчество Н. Г. Басмановой и, живо воспринятые художницей, становятся основой её художественного образа. Первая книга, сделанная в новом образе — Е. Серова, «Лужайка». Л.: Художник РСФСР, 1963.

Если найти точное слово, чтобы определить характер работы Басмановой, то это слово.. прикосновение. Художник прикасается кистью к бумаге, как энтомолог к крыльям бабочки, и от этого лёгкого прикосновения под его рукой рождается чистый, светлый мир, который в нас, взрослых, трогает такие струны нашей памяти, которые связаны с детством, с давно утраченным, непосредственным виденьем. — Виктор Пивоваров
Несколько книг оформила вместе с дочерью, художницей М. П. Басмановой (20.07.1938 г.р.), художницей детской книги.
Умерла в Санкт-Петербурге в 2000 г.

## Иллюстрации для детских книг
- Бр. Гримм. Избранные сказки. Переплёт, форзац, титул и инициалы- П. И. Басманов. Иллюстрации и концовки — Н. Г. Басманова. (Школьная библиотечка) — Л.: Учпедгиз (1938)[10]
- Сказки народов Севера. Составители: М. Г. Воскобойников, Г. А. Меновщиков. Общая редакция М. А. Сергеев. Переплёт, форзац, титульные листы, заставки и концовки — Н. Г. Басманова . М. — Л. Гослитиздат. 1951
- Алексеев Е. «Подарки леса» — Л.: Детгиз, (1954)[10]
- Кукушка. Северные сказки. Рисунки Н. Басмановой. М.: Детгиз 1957
- Сказки народов Севера. Составление, редакция, предисловие и примечания М. Г. Воскобойникова и Г. А. Меновщикова. Художник Н. Г. Басманова. лж. Общая редакция М. А. Сергеев. Переплёт, форзац, титульные листы, заставки и концовки — Н. Г. Басманова. М. — Л. Гослитиздат, 1959
- Серова Е. «У южного моря»- Л. : Детгиз, 1960
- Иван Демьянов. Полевой звоночек. Л.: Детгиз, 1962
- Серова Е. «Лужайка» . Л. : Художник РСФСР, 1963.(переиздания: 1966, 1968, 1977, 1978, 1985)
- Шим Э. «Слепой дождик». Л. : Дет.лит., 1964
- Чепуров А. «Весенние фонарики». Л. : Дет лит., 1966
- Славная осень. Сборник стихов русских поэтов об осени (составила В. Разова). Л. : Дет.лит., 1966
- Весна красна. (сборник стихов русских поэтов о весне). Л.: Дет.лит., 1967
- Серова Е. «Наши цветы». Л. : Дет.лит. 1968
- Чепуров А.  Золотой пожар. Л.: Дет. лит., 1972. Рис Н. и М. Басмановых
- Чепуров А. Белая дорожка. Л.: Дет. лит., 1973. Рис. Н. и М. Басмановых.
- Чепуров А. Солнце на дорожке. Л.: Дет. лит., 1974. Рис. Н.и М. Басмановых
- Андерсен Г. Х.«Дюймовочка». Перевод с датского А. Ганзен. Л. : Художник РСФСР, 1975.